# Danh sách nguyên thủ quốc gia Algérie

Hiệu kỳ Tổng thống Algeria

Danh sách nguyên thủ quốc gia của Algérie kể từ khi hình thành Chính quyền Lâm thời Cộng hòa Algeria (GPRA) lưu vong tại Cairo, Ai Cập năm 1958 trong cuộc chiến tranh Algeria, tới độc lập năm 1962, và tới nay.
Đã có năm người đảm nhiệm chức vụ Tổng thống Algérie (không tính 2 Chủ tịch GPRA và 4 quyền lãnh đạo quốc gia). Ngoài ra, 2 người, Houari Boumediene và Liamine Zéroual, đảm nhiệm với vai trò quyền lãnh đạo nhà nước và Tổng thống Algérie.

## Khóa
Chính đảng
- Mặt trận Giải phóng Quốc gia
- Đảng Cách mạng Xã hội chủ nghĩa
- Quốc gia Cứu thế vì Dân chủ

Thành phần khác
- Quân đội

Trạng thái
- Đảm nhiệm quyền lãnh đạo Nhà nước

## Danh sách
| Thứ | Tên (sinh–mất) chức vụ                                                                        | Chân dung                                   | Bầu cử              | Nhiệm kỳ                                                     | Nhiệm kỳ                           | Chính đảng                      |
| --- | --------------------------------------------------------------------------------------------- | ------------------------------------------- | ------------------- | ------------------------------------------------------------ | ---------------------------------- | ------------------------------- |
| —   | Ferhat Abbas فرحات عباس (1899–1985) Chủ tịch Chính quyền Lâm thời Cộng hòa Algérie            |                                             | –                   | 19/9/1958                                                    | 27/8/1961                          | Mặt trận Giải phóng Quốc gia    |
| —   | Benyoucef Benkhedda بن يوسف بن خدة (1920–2003) Chủ tịch Chính quyền Lâm thời Cộng hòa Algérie |                                             | –                   | 27/8/1961                                                    | 22/7/1962                          | Mặt trận Giải phóng Quốc gia    |
| —   | Abderrahmane Farès عبدالرحمن فارس (1911–1991) Chủ tịch Hành pháp Lâm thời                     |                                             | –                   | 3/7/1962                                                     | 25/9/1962                          | Mặt trận Giải phóng Quốc gia    |
| —   | Ferhat Abbas فرحات عباس (1899–1985) Chủ tịch Hội đồng Lập hiến Quốc gia                       |                                             | –                   | 25/9/1962                                                    | 15/9/1963                          | Mặt trận Giải phóng Quốc gia    |
| 1   | Ahmed Ben Bella أحمد بن بلّة (1916–2012) Tổng thống Cộng hòa                                   |                                             | 1963                | 15/9/1963                                                    | 19/6/1965 (đảo chính.)             | Mặt trận Giải phóng Quốc gia    |
| —   | Hội đồng Cách mạng Chủ tịch: Đại tá Houari Boumediene                                         |                                             | —                   | 19/6/1965                                                    | 10/12/1976                         | Quân đọi                        |
| 2   | Houari Boumediene هواري بومدين (1932–1978) Tổng thống Cộng hòa                                |                                             | 1976                | 10/12/1976                                                   | 27/121978 (mất khi đang tại nhiệm) | Mặt trận Giải phóng Quốc gia    |
| —   | Rabah Bitat رابح بيطاط (1925–2000) Quyền Tổng thống Cộng hòa                                  |                                             | –                   | 27/12/1978                                                   | 9/2/1979                           | Mặt trận Giải phóng Quốc gia    |
| 3   | Chadli Bendjedid شاذلي بن جديد (1929–2012) Tổng thống Cộng hòa                                |                                             | 1979 1984 1988      | 9/2/1979                                                     | 11/1/1992 (từ chức)                | Mặt trận Giải phóng Quốc gia    |
| —   | Abdelmalek Benhabyles عبد المالك بن حبيلس (1921–2018) Chủ tịch Hội đồng Lập hiến              |                                             | –                   | 11/1/1992                                                    | 14/1/1992                          | Mặt trận Giải phóng Quốc gia    |
| 4   | Mohamed Boudiaf محمد بوضياف (1919–1992) Chủ tịch Hội đồng Nhà nước Cấp cao                    |                                             | –                   | 14/1/1992                                                    | 29/6/1992 (bị ám sát)              | Đảng Cách mạng Xã hội chủ nghĩa |
| 5   | Ali Kafi علي حسين كافي (1928–2013) Chủ tịch Hội đồng Nhà nước Cấp cao                         |                                             | –                   | 2/7/1992                                                     | 31/1/1994                          | Mặt trận Giải phóng Quốc gia    |
| 6   | Liamine Zéroual اليمين زروال (1941–)                                                          |                                             | 1995                | 31/1/1994 Nguyên thủ Quốc gia 27/11/1995 Tổng thống Cộng hòa | 27/4/1999                          | Quân đội (tới 27/12/1995.)      |
| (6) | Liamine Zéroual اليمين زروال (1941–)                                                          | Quốc gia Cứu thế vì Dân chủ (từ 21/2/1997.) | 1995                | 31/1/1994 Nguyên thủ Quốc gia 27/11/1995 Tổng thống Cộng hòa | 27/4/1999                          |                                 |
| 7   | Abdelaziz Bouteflika عبد العزيز بوتفليقة (1937–2021) Tổng thống Cộng hòa                      |                                             | 1999 2004 2009 2014 | 27/4/1999                                                    | 02/04/2019                         | Mặt trận Giải phóng Quốc gia    |
| —   | Abdelkader Bensalah عبد القادر بن صالح (1941–2021) Quyền Tổng thống Cộng hòa                  |                                             | –                   | 9/4/2019                                                     | 19/12/2019                         | Cuộc biểu tình Quốc gia Dân chủ |
| 8   | Abdelmadjid Tebboune عبد المجيد تبون (1945–) Tổng thống Cộng hòa                              |                                             | 2019                | 19/12/2019                                                   |                                    | Mặt trận Giải phóng Quốc gia    |